# Insentiraja subtilispinosa
Insentiraja subtilispinosa är en rockeart som först beskrevs av Stehmann 1989.  Insentiraja subtilispinosa ingår i släktet Insentiraja och familjen egentliga rockor. IUCN kategoriserar arten globalt som livskraftig. Inga underarter finns listade i Catalogue of Life.